# Central Tilba
Central Tilba är en ort i Australien. Den ligger i kommunen Eurobodalla och delstaten New South Wales, i den sydöstra delen av landet, omkring 290 kilometer söder om delstatshuvudstaden Sydney.
Trakten är glest befolkad. Närmaste större samhälle är Narooma, omkring 11 kilometer nordost om Central Tilba. Genomsnittlig årsnederbörd är 1 305 millimeter. Den regnigaste månaden är april, med i genomsnitt 168 mm nederbörd, och den torraste är juli, med 5 mm nederbörd.